# Uhrik Truckers
Uhrik Truckers, anteriormente conhecido como Philadelphia German-American,  foi um clube de futebol americano com sede na Filadélfia, Pensilvânia, que foi membro inaugural da American Soccer League.

## História
Antes da temporada 1941/42, o clube ficou conhecido como Philadelphia Americans. Durante a temporada 1953/54, a franquia foi comprada por um magnata dos caminhões e rebatizada de Uhrik Truckers.
A equipe ganhou um "mini-duplo" em 1955, vencendo o campeonato e a copa da liga (a Lewis Cup ). O clube também conquistou a National Amauter Cup em 1933 e 1934 e a Lewis Cup em 1941, 1943 e 1958.